# Sid község
Sid község (szerbül Општина Шид / Opština Šid) közigazgatási egység (község, járás) Szerbiában, a Vajdaságban, a Szerémségi körzetben. Földrajzilag a Szerémség közepén, a Tarcal-hegység délnyugati oldalán, a Száva bal partján fekszik. A löszhátas felszín dél felé, a Száva felé lejt, Határos Horvátországgal és Bosznia-Hercegovinával. Központja Sid városa, emellett 18 falu tartozik még hozzá.

## Települései

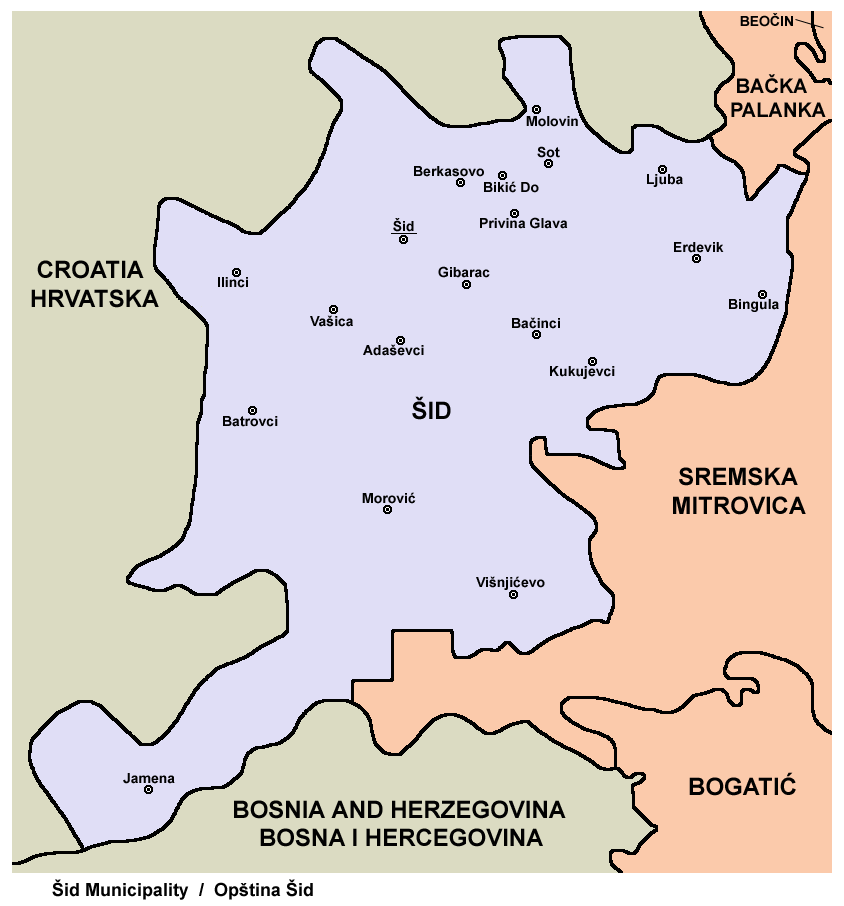
Sid község térképe

| Magyar név          | Szerb név (cirill) | Szerb név (latin) | Népesség (2011) |
| ------------------- | ------------------ | ----------------- | --------------- |
| Batrovce            | Батровци           | Batrovci          | 256             |
| Berekszó            | Беркасово          | Berkasovo         | 1114            |
| Bikity              | Бикић До           | Bikić Do          | 271             |
| Bingula             | Бингула            | Bingula           | 735             |
| Erdővég             | Ердевик            | Erdevik           | 2729            |
| Gibárt              | Гибарац            | Gibarac           | 980             |
| Görögmező vagy Gerk | Вишњићево          | Višnjićevo        | 1696            |
| Házasfalva          | Адашевци           | Adaševci          | 1934            |
| Hosszúbács          | Бачинци            | Bačinci           | 1179            |
| Szávavásárhely      | Јамена             | Jamena            | 939             |
| Kisfalud            | Вашица             | Vašica            | 1414            |
| Küke                | Кукујевци          | Kukujevci         | 1905            |
| Lyuba               | Љуба               | Ljuba             | 442             |
| Marót               | Моровић            | Morović           | 1744            |
| Molovin             | Моловин            | Molovin           | 203             |
| Privina Glava       | Привина Глава      | Privina Glava     | 185             |
| Sid                 | Шид                | Šid               | 14 839          |
| Szat                | Сот                | Sot               | 681             |
| Szentillye          | Илинци             | Ilinci            | 789             |

## Népesség
Lakóinak száma 2002-ben 38 835, 2011-ben 34 035 fő volt.
A 2011-es népszámláláskor az etnikai összetétel a következő volt (34 188 főre):
- szerb: 26646 fő (77,94%)
- szlovák: 2136 fő (6,25%)
- horvát: 1748 fő (5,11%)
- ruszin: 1027 fő (3%)
- cigány: 204 fő (0,6%)
- magyar: 179 fő (0,52%)
- jugoszláv: 152 fő (0,44%)
- ukrán: 47 fő (0,14%)
- macedón: 26 fő (0,08%)
- montenegrói: 26 fő (0,08%)
- muzulmán: 24 fő (0,07%)
- orosz: 17 fő (0,05%)
- német: 14 fő (0,04%)
- albán: 10 fő (0,03%)
- szlovén: 6 fő (0,02%)
- bosnyák: 5 fő (0,01%)
- bolgár: 4 fő (0,01%)
- gorán: 4 fő (0,01%)
- román: 4 fő (0,01%)
- bunyevác: 2 fő (0,01%)
- vlach: 0 fő (0%)
- egyéb: 26 fő (0,08%)
- nem nyilatkozott: 1393 fő (4,07%)
- régiós kötődésű: 111 fő (0,32%)
- ismeretlen: 377 fő (1,1%)

Bikity ruszin, Lyuba szlovák többségű falu, a többi szerb.